# Епи Вицес
Епи Вицес (на английски: Eppie Wietzes) е канадски пилот от Формула 1, роден е на 28 май 1938 в Асен, Нидерландия.

## Кариера във Формула 1
Епи Вицес дебютира във Формула 1 през 1967 г. в Голямата награда на Канада, в световния шампионат на Формула 1 записва 2 участия, като не успява да спечели точки. Състезава се за отбора на Лотус и с частен автомобил Брабам.